# Hipsheim
Hipsheim település Franciaországban, Bas-Rhin megyében. Lakosainak száma 1014 fő (2022. január 1.). Hipsheim Eschau, Ichtratzheim, Limersheim és Nordhouse községekkel határos.

## Népesség
A település népességének változása:
| Lakosok száma | 901  | 962  | 1030 | 1010 | 1006 | 1001 | 1000 | 1006 | 1014 |
|               | 2013 | 2015 | 2016 | 2017 | 2018 | 2019 | 2020 | 2021 | 2022 |